# Grandifoxus grandis
Grandifoxus grandis is een vlokreeftensoort uit de familie van de Phoxocephalidae. De wetenschappelijke naam van de soort is voor het eerst geldig gepubliceerd in 1856 door Stimpson.